# Дуб (Бајина Башта)
Дуб је насеље у Србији у општини Бајина Башта у Златиборском округу. Према попису из 2022. било је 262 становника.
У селу се налази Црква брвнара, која представља непокретно културно добро као споменик културе од изузетног значаја. Овде се налази Црква Светих Петра и Павла у Дубу.

## Демографија
У насељу Дуб живи 373 пунолетна становника, а просечна старост становништва износи 49,0 година (46,8 код мушкараца и 51,1 код жена). У насељу има 155 домаћинстава, а просечан број чланова по домаћинству је 2,70.
Ово насеље је великим делом насељено Србима (према попису из 2002. године), а у последња три пописа, примећен је пад у броју становника.
|  |

| Демографија | Демографија | Демографија |
| Година      | Становника  | Становника  |
| ----------- | ----------- | ----------- |
| 1948.       | 1.129       |             |
| 1953.       | 1.117       |             |
| 1961.       | 1.003       |             |
| 1971.       | 813         |             |
| 1981.       | 697         |             |
| 1991.       | 496         | 494         |
| 2002.       | 419         | 427         |

| Етнички састав према попису из 2002.‍ | Етнички састав према попису из 2002.‍ | Етнички састав према попису из 2002.‍ | Етнички састав према попису из 2002.‍ | Етнички састав према попису из 2002.‍ |
| ------------------------------------ | ------------------------------------ | ------------------------------------ | ------------------------------------ | ------------------------------------ |
|                                      |                                      |                                      |                                      |                                      |
| Срби                                 | Срби                                 |                                      | 409                                  | 97,61%                               |
| Словаци                              | Словаци                              |                                      | 1                                    | 0,23%                                |
| Руси                                 | Руси                                 |                                      | 1                                    | 0,23%                                |
| непознато                            | непознато                            |                                      | 3                                    | 0,71%                                |

| Година пописа     | 1948. | 1953. | 1961. | 1971. | 1981. | 1991. | 2002. |
| ----------------- | ----- | ----- | ----- | ----- | ----- | ----- | ----- |
| Број домаћинстава | 182   | 176   | 185   | 174   | 172   | 157   | 155   |

| Број чланова      | 1  | 2  | 3  | 4  | 5  | 6 | 7 | 8 | 9 | 10 и више | Просек |
| ----------------- | -- | -- | -- | -- | -- | - | - | - | - | --------- | ------ |
| Број домаћинстава | 35 | 56 | 28 | 12 | 11 | 9 | 2 | 1 | 1 | 0         | 2,70   |

| Пол    | Укупно | Неожењен/Неудата | Ожењен/Удата | Удовац/Удовица | Разведен/Разведена | Непознато |
| ------ | ------ | ---------------- | ------------ | -------------- | ------------------ | --------- |
| Мушки  | 186    | 47               | 120          | 15             | 2                  | 2         |
| Женски | 195    | 18               | 123          | 53             | 1                  | 0         |
| УКУПНО | 381    | 65               | 243          | 68             | 3                  | 2         |

| Пол    | Укупно                    | Пољопривреда, лов и шумарство | Рибарство                            | Вађење руде и камена | Прерађивачка индустрија       |
| ------ | ------------------------- | ----------------------------- | ------------------------------------ | -------------------- | ----------------------------- |
| Мушки  | 111                       | 67                            | 0                                    | 0                    | 17                            |
| Женски | 82                        | 68                            | 0                                    | 0                    | 5                             |
| УКУПНО | 193                       | 135                           | 0                                    | 0                    | 22                            |
| Пол    | Производња и снабдевање   | Грађевинарство                | Трговина                             | Хотели и ресторани   | Саобраћај, складиштење и везе |
| Мушки  | 3                         | 5                             | 2                                    | 2                    | 5                             |
| Женски | 0                         | 0                             | 6                                    | 2                    | 0                             |
| УКУПНО | 3                         | 5                             | 8                                    | 4                    | 5                             |
| Пол    | Финансијско посредовање   | Некретнине                    | Државна управа и одбрана             | Образовање           | Здравствени и социјални рад   |
| Мушки  | 0                         | 4                             | 4                                    | 0                    | 0                             |
| Женски | 0                         | 0                             | 1                                    | 0                    | 0                             |
| УКУПНО | 0                         | 4                             | 5                                    | 0                    | 0                             |
| Пол    | Остале услужне активности | Приватна домаћинства          | Екстериторијалне организације и тела | Непознато            | Непознато                     |
| Мушки  | 2                         | 0                             | 0                                    | 0                    | 0                             |
| Женски | 0                         | 0                             | 0                                    | 0                    | 0                             |
| УКУПНО | 2                         | 0                             | 0                                    | 0                    | 0                             |